# الآشوريون والسريان والكلدان في أستراليا
تتكون الجالية الآشورية السريانية الكلدانية في أستراليا من المواطنين الأستراليين المنحدرين من العرق الآشوري أو الآشوريين المختلفين الذين يحملون الجنسية الأسترالية. وفقًا للإحصاء الرسمي، يوجد 40.218 شخص من الآشوريين في أستراليا، بينما قال 21166 شخص على أنهم من أصل كلداني. كان الموطن الأصلي والتاريخي للشعب الآشوري يقع في شمال العراق الحديث وجنوب شرق الأناضول وشمال غرب إيران وشمال شرق سوريا. وقد هاجر الآشوريون إلى أستراليا من العراق وإيران وسوريا والأردن والقوقاز بشكل رئيسي.
من بين 61,418 آشوري في أستراليا، 40,218 هم أتباع كل من كنيسة المشرق الآشورية وكنيسة المشرق القديمة، بينما يوجد 21,172 شخص يتبعون الكنيسة الكلدانية الكاثوليكية. تضم مدينة فيرفيلد أكبر عدد من الآشوريين في أستراليا، حيث يعيش 75٪ من الأشوريين في تلك المنطقة. 95٪ من سكان فيرفيلد المولودين في العراق هم من أصل آشوري. يوجد في المدينة أيضًا واحدة من أكثر المجتمعات الآشورية المهيمنة في الشتات، حيث يشكّل الآشوريون 10٪ من إجمالي سكانها. ولدى الآشوريين أعلى معدل في الحصول على الجنسية الأسترالية من بين جميع المهاجرين الآخرين.
خلال حرب الخليج الأولى بين العراق وإيران، فرّ عدد كبير من الآشوريين من العراق وتقدموا بطلب للحصول على صفة اللاجئ. في أوائل العقد الأول من القرن الحادي والعشرين، كان 5٪ من المهاجرين لأسباب إنسانية إلى أستراليا من أتباع الكنائس السريانية. في مايو 2013، تم الاعتراف بالإبادة الجماعية للآشوريين من قبل برلمان ولاية نيوساوث ويلز. أسّس الآشوريون الأستراليون مجموعة كبيرة من الأندية والمنظمات الاجتماعية والكنائس ومدارس اللغات.

## التاريخ

### الهجرة المبكرة (1950 - 1970)
وصل الآشوريون الأوائل إلى أستراليا في خمسينيات القرن العشرين. بحلول عام 1965، كان هناك حوالي خمس عائلات آشورية وعدد قليل من الأفراد يعيشون في ضواحي سيدني. على الرغم من أن حوالي 80٪ من الوافدين عاشوا في منطقة فيرفيلد في غرب سيدني، إلا أن بعض الآشوريين استقروا في الضواحي الشرقية، وهي منطقة على ساحل المدينة. خلال تلك الفترة، جاء 4500 آشوري من العراق، و 2500 من إيران و 1000 من سوريا ولبنان. وفقًا لأحد السكان، كانت فيرفيلد أكثر المستوطنات شعبية بين الآشوريين:  
 في عام 1966، عُقد اجتماع صغير بين المستوطنين الأوائل لتقرير مستقبل الآشوريين في هذا البلد... وفي العام ذاته، اتجهت المنطقة المتحضّرة في فيرفيلد غربًا إلى طريق كمبرلاند السريع. وافقت غالبية الحاضرين على تأسيس الجالية الآشورية في فيرفيلد. كان السبب هو إنشاء مركز لتطوير جميع الأنشطة الاجتماعية والدينية والرياضية الآشورية، لكي تحظى هذه النشاطات بقدر أكبر من الوصول والمشاركة. لو بقينا في منطقة مدينة سيدني، لكنا مشتتين. وهكذا، اشترت أربع أو خمس عائلات منازل صغيرة في فيرفيلد (بما في ذلك أنا)، واشترت بضع كتل من الأرض.
 في عام 1969، بعد استقرار الآشوريين في منطقة فيرفيلد، تم تشكيل الرابطة الآشورية الأسترالية. في السبعينيات، تم تأسيس عدد قليل من أندية كرة القدم عندما بدأ المجتمع الآشوري في الظهور. تأسست مدرسة اللغة الآشورية في عام 1974، بفضل تلك الرابطة.

### نمو المجتمع (1980s - 2000s)

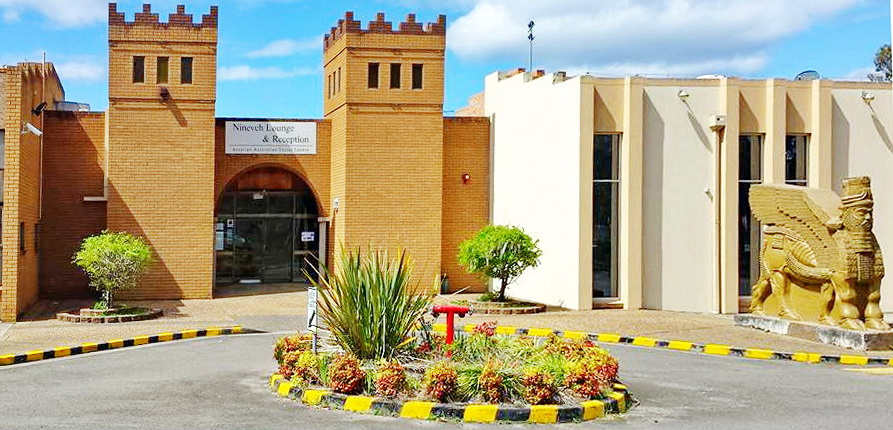
نادي نينوى على طريق سميثفيلد في سدني، هو أكبر نادي آشوري في البلاد.

في عام 1980، تم تأسيس نادي نينوى، وهو ناد آشوري بارز في منطقة إيدنسور بارك في سدني. بُنيَ النادي من الطوب الطيني الاصطناعي، وقد تم تصميمه على طراز القصر الملكي الآشوري في نينوى. يتميز المدخل بتماثيل ثور مجنحة تحتوي على جسم أسد، ورأس ملك آشوري وأجنحة نسر.

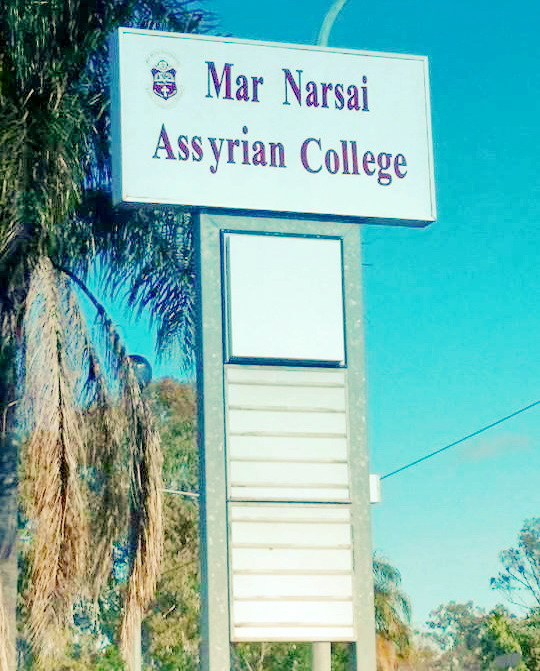
لوحة كلية نارساي الآشورية.

مع نمو المجتمع الآشوري في أواخر الثمانينيات، تم افتتاح النادي الرياضي والثقافي الآشوري في عام 1990، في فيرفيلد. شارك النادي في استضافة الأحداث الرياضية مثل بطولات كأس آشور لكرة القدم وأسس عدّة فعاليات وأنشطة مجتمعية، كما دعم المهاجرين الذين وصلوا في التسعينات للاستقرار في البلاد وشجع التعليم من خلال مساعدة طلاب شهادة الثانوية العامة. خلال أواخر التسعينات، كان هناك مستوى متزايد من الهجرة الآشورية إلى أستراليا في إطار لم شمل الأسرة وبرامج اللاجئين والبرامج الإنسانية. أفادت التقارير أن حوالي 903 آشوريًا قد دخلوا أستراليا بفضل البرنامج الإنساني الخاص للحكومة الأسترالية وبرنامج لم شمل الأسرة.
في عام 1997، كان الافتقار إلى مهارات اللغة الإنجليزية هو العائق الرئيسي للشباب الآشوري أمام الحصول على عمل ومتابعة التعليم المدرسي والاندماج في المجتمع الأسترالي. لسوء الحظ، لا تزال هذه مشكلة مستمرة. على سبيل المثال، أراد بعض الآشوريين في مدرسة فيرفيلد الثانوية الذهاب إلى الجامعة لكنهم شعروا باليأس بسبب لغتهم الإنجليزية الضعيفة. ولحل هذه المشكلة، طوّرت العديد من الكنائس الآشورية عددًا من برامج الشباب. ربالإضافة لذلك عانى المهاجرون الآشوريون الحاصلين على تعليم عالٍ صعوبات تمثلت في اللغة وعدم قبول المؤهلات الدراسية من مواطنهم الأصلية، مما منعهم من متابعة حياتهم المهنية.
كانت مدرسة القديس هيرمز الابتدائية التي تم افتتاحها في عام 2002 في سدني، أول مدرسة آشورية في الشتات. في عام 2006، أيضًا في سدني، تأسست كلية القديس نرساي المسيحية الآشورية التي كانت أول مدرسة ثانوية آشورية يتم بناؤها في العالم الغربي. لم ينفصل المجتمع الآشوري العراقي عن بلاده، إذ اجتمع آلاف الآشوريين في فيرفيلد للاحتفال بتأهل العراق لنهائيات كأس آسيا لكرة القدم عام 2007. وقد شارك أكثر من 7000 شخص، بمن فيهم عرب وآشوريو العراق، في احتفالات في شوراع فيرفيلد يوم الأحد 29 يوليو 2007 بعد أن فاز العراق بنهائيات كأس آسيا.

### ما بعد الحرب العراقية (2010 - حتى الآن)

احتجاج الآشوريين الأستراليين على إبادة داعش للمسيحيين، سدني 2014.

في أغسطس 2010، أُقيم نصب تذكاري لمذابح سيفو في إحدى ضواحي سدني. التمثال، الذي يبلغ ارتفاعه 4.5 أمتار، كان على شكل يد شهيد ملفوفة بالعلم الآشوري. وُضعَ النصب التذكاري في حديقة نينوى. أدانت الجالية التركية الاقتراح وأعرب القنصل العام التركي في سدني عن استيائه من النصب التذكاري، بينما قال إن كل من الآشوريين والأتراك قد عانوا من المآسي في تلك الفترة.
في أغسطس 2014، قام أكثر من 6000 آشوري بمسيرة في بيلمور بارك في سيدني للاحتجاج على اضطهاد تنظيم الدولة الإسلامية لإخوتهم الآشوريين في العراق وسوريا. ردّد المحتجون «نريد السلام، نريد العدالة» و «أنقذوا مسيحيينا». ولوّحوا أيضًا بملصقات كُتب عليها «أوقفوا الإبادة الجماعية ضد مسيحيينا» و «أوقفوا الجرائم ضد الإنسانية». وساروا عبر شارع إليزابيث إلى مركز مدينة سدني. ألقى قادة المجتمع الآشوري خطبًا مؤثرة لدفع الحكومة الأسترالية والمجتمع الدولي لمساعدة أولئك المضطهدين في الشرق الأوسط.
في عام 2015، أعلنت الحكومة الأسترالية أنه سيتم منح 12000 تأشيرة إنسانية إضافية للجماعات المضطهدة في دول الشرق الأوسط التي مزقتها الحرب. أكّدت إدارة الخدمات الاجتماعية أن 11.400 لاجئ عراقي وسوري (معظمهم من الآشوريين) تم إدخالهم إلى أستراليا، حيث سيستقرون في المقام الأول في فيرفيلد وليفربول. قال الآشوريون إنهم في حالة حزن ويأس، حيث كانوا يأملون في جلب المزيد من أقربائهم من الشرق الأوسط إلى البلاد. حثّت كارمن لازار، مديرة مركز الموارد الآشورية، الحكومة الأسترالية على السماح للمزيد من الآشوريين بالدخول إلى أستراليا.

## التركيبة السكانية

### توزيع

#### سيدني

النسبة المئوية لسكان سيدني الذين يتحدثون اللغة الآرامية، وفقا لتعداد 2011.

النسبة المئوية للأستراليين أتباع كنيسة المشرق الآشورية في تعداد 2011.

النسبة المئوية لسكان نيوساوث ويلز وفيكتوريا الذين يتحدثون الآشورية في تعداد 2011.

في سيدني، الآشوريون هم المجموعة العرقية الغالبة في ضواحي فيرفيلد LGA و فيرفيلد هايتس و غرينفيلد بارك. كما يتواجد الآشوريون في مناطق أخرى مثل Bossley Park و Prairiewood و Wakeley و Wetherill Park و Abbotsbury و Smithfield و Fairfield West و Bonnyrigg Heights و Horsley Park و Cecil Park.
في مدينة ليفربول، المتاخمة لمدينة فيرفيلد، يتواجد الآشوريون في سيسيل هيلز، وغرين فالي، وهوكستون بارك، وهينشينبروك، وميديلتون غرانج. كما يتواجدون في الضواحي الجنوبية والشرقية بشكل رئيسي في هيلزديل وماترافيل وماروبرا.
تعتبر مدينة سيدني وخصوصًا منطقة فيرفيلد موطنًا لأكثر من 20000 آشوري، ومن المناطق ذات الكثافة السكانية العالية للآشوريين:
- مدينة فيرفيلد: 13,437 (5.7٪) [19]
- مدينة ليفربول: 2,451 (1.3٪)
- منطقة مجلس بايسايد: 635 (1.22٪)
- مدينة بلاكتاون: 459 (0.15٪)
- كانتربري-بانكستاون: 202 (0.11٪)

#### ملبورن
في ملبورن، يميل الأشوريون إلى أن يكونوا موجودين في المنطقة الشمالية الغربية، في ضواحي برودميدوز، كرايجيبورن، ميدو هايتس، روكسبورغ بارك وفوكنر. وفقًا لتعداد عام 2016، كان في ملبورن حوالي 13000 مواطن قالوا أنهم من أصل آشوري.
عدد السكان الآشوريين في ضواحي ملبورن (تعداد 2016):
- حديقة روكسبيرج: 3,281
- كرايجيبورن: 2,573
- ميدو هايتس: 1,334
- جرينفيل: 571
- كولارو: 337
- جلادستون بارك، فيكتوريا: 199

#### بريسبان
في بريسبان، تنمو المجتمعات الآشورية الصغيرة ببطء حول منطقة خليج موريتون مثل براكينريدج وستراثبين، وفي لوغان سيتي مثل وودريدج ولوغانليا، بسبب وصول اللاجئين السوريين والعراقيين إلى أستراليا.
وفقًا لتعداد عام 2016، هناك 311 آشوري يعيشون في بريسبان، وقد تضاعف تقريبًا منذ تعداد 2011. ووفقًا للتعداد ذاته، يعيش 407 عراقي مسيحي في بريسبان.

### إحصاءات عامة
في تعداد عام 1996، كان هناك 9571 شخصًا يتحدثون الآشورية في ولاية نيوساوث ويلز، و 2191 في فيكتوريا. 60٪ من هؤلاء الآشوريين وُلدوا في العراق، 21٪ في أستراليا و 13٪ في إيران. أيضا في ذلك الوقت، 54٪ ينتمون إلى الكنيسة الشرقية الآشورية، و 27٪ ينتمون إلى الكنيسة الكلدانية الكاثوليكية و 7٪ إلى كنائس أرثوذكسية شرقية. في تعداد عام 2001، ذكر 9,520 من سكان ضاحية فيرفيلد LGA أنهم من أصل آشوري، وذكر 8,879 من السكان أنهم يتحدثون الآشورية في المنزل. بلغ عدد المتحدثين بالآشورية الذين يعيشون في نيوساوث ويلز 13,241 في ذلك الوقت. في تعداد 2011، كان في سيدني 21,678 شخصًا من أصل آشوري، وبلغ عددهم في ملبورن 8057. الآشوريون هم ثالث أكبر مجموعة لغوية مقيمة في منطقة فيرفيلد بعد الناطقين بالعربية والفيتنامية على التوالي.
وفقًا لتعداد عام 2001، كان 29٪ من المهاجرين الآشوريين في فيرفيلد يتألفون عادة من عائلات كبيرة تضم خمسة أفراد أو أكثر. شكل الأشخاص الذين تتراوح أعمارهم بين 13 و 24 عامًا 18٪ من السكان المهاجرين ومن هم بين 25-54 سنة شكلوا 57٪. 25٪ منهم لا يتحدثون الإنجليزية بشكل جيد. امتلك 43٪ من الآشوريين في ضاحية فيرفيلد LGA منازل، وعملوا بشكل عام في الصناعات التحويلية (39٪)، والتجارة، والإقامة، والضيافة، والنقل (31٪).
في حين أن الوافدين الجدد يستقرون في ضاحيتي فيرفيلد CBD وفيرفيلد هايتس، فإن القادمين قبل منتصف التسعينات اشتروا أو استأجروا منازل في الضواحي الأكثر ثراء في مدينة فيرفيلد، مثل بوسلي بارك وويذريل بارك وغرينفيلد بارك، الواقعة على بعد 6 كيلومتر (3.7 ميل) غرب فيرفيلد CBD. علاوة على ذلك، فإن بعض الأطفال الآشوريين الذين وصلوا مؤخراً قد عانوا من صدمة نفسية بسبب اختلاف الحياة بين بلدانهم الأصلية التي عانَت من الحروب وأستراليا.

## الثقافة

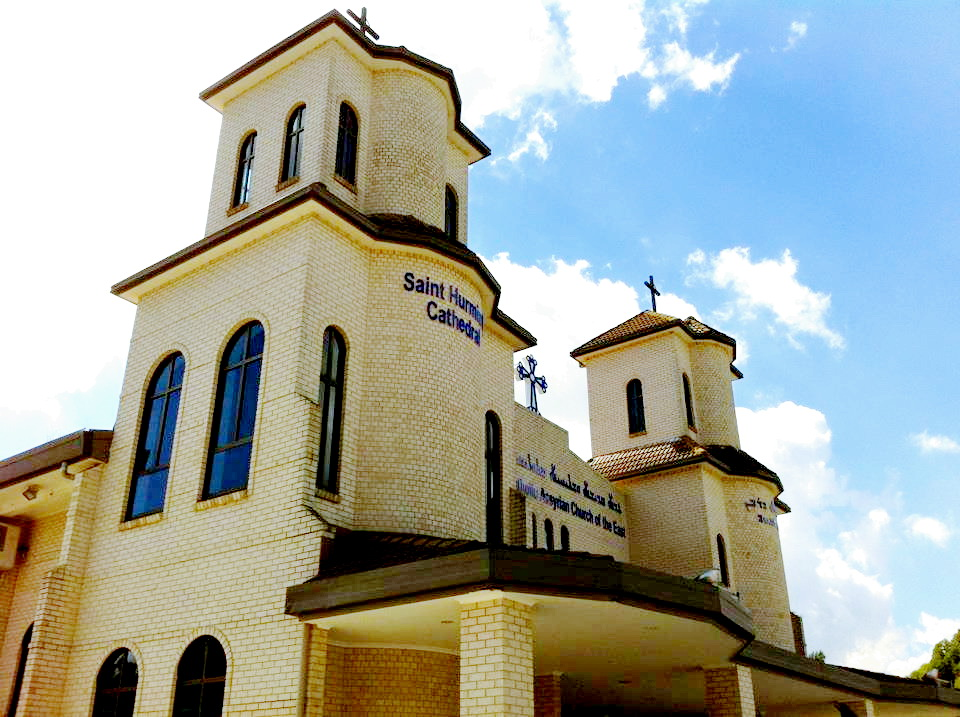
تعد كاتدرائية St Hurmiz في سيدني، التي تأسست عام 1990، أكبر كنيسة آشورية في أستراليا.

يوجد في سيدني سبعة مبانٍ بارزة تتبع الكنيسة الآشورية. كنيسة القديسة مريم في سميثفيلد (تأسست عام 1975)، وكنيسة القديس توماس في بوسلي بارك، وكنيسة العذراء مريم في بوسلي بارك، وأخرى بنفس الاسم في فيرفيلد، وكاتدرائية سانت هيرمز في غرينفيلد بارك، وكنيسة سانت مالكي في غرينكر، وكاتدرائية سانت زايا في ميدلتون غرانج. في ملبورن، هناك كنيستان آشوريتان تقدّمان أنشطة دينية واجتماعية، إحداهما كنيسة القديس جورج في ضواحي ملبورن.
يحتفل الآشوريون في سدني سنويًا بذكرى القديسة زايا في محمية بلاكسلاند كروسينج في شهر سبتمبر. يحضر المئات المناسبة، بمن فيهم المُطربون الآشوريون. عادة ما يقوم الزوار بالتنزّه أو الشواء أو الاسترخاء في الأدغال الأسترالية، وعادةً ما يشاركون في الرقص الشعبي الآشوري.
يدعم كل من نادي نينوى والنادي الثقافي المواهب الآشورية المحلية، مثل المطربين والممثلين والموسيقيين والرسامين والنحاتين. يحتوي الناديان على قاعات استقبال تستضيف حفلات الغناء، وحفلات الأعياد، وحفلات الزفاف، والعروض المسرحية وغيرها من أشكال الترفيه الاجتماعي للآشوريين في سيدني.

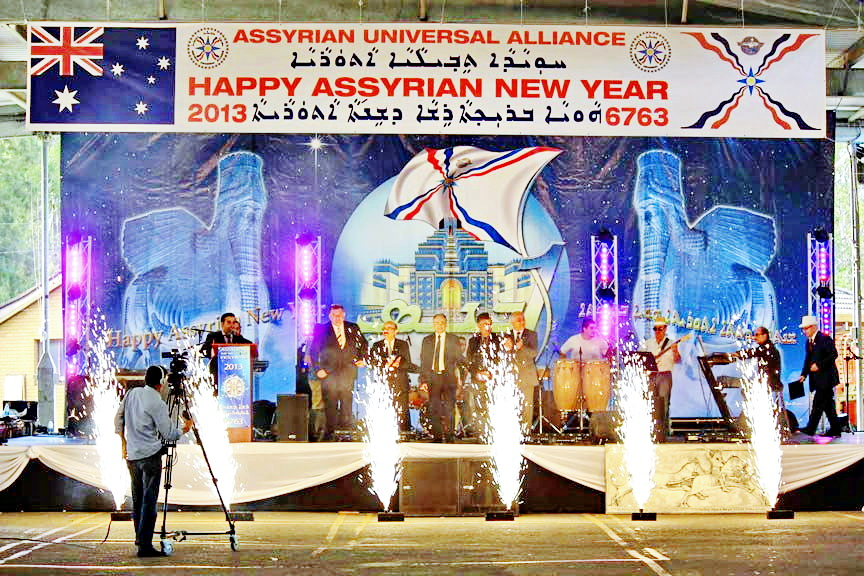
يُقام مهرجان رأس السنة الآشورية سنويًا في سيدني.

يحتفل الآشوريون في سيدني برأس السنة الآشورية سنويًا في 1 أبريل، وتُقام احتفالات كبيرة في ضواحي فيرفيلد. يحضر الآلاف مهرجان السنة الجديدة، وعادة ما يتميز بالموسيقى والعروض المسرحية والراقصين التقليديين وأكشاك الطعام والألعاب النارية. وقد حضر المهرجان رئيس الوزراء الأسترالي السابق توني أبوت وسياسيون آخرون مثل كريس بوين، كرايغ كيلي، تانيا بليبرسك، كريس هايز ورئيس الوزراء السابق في إقليم نيو ساوث ويلز بوب كار.
تصف وسائل الإعلام ضاحية فيرفيلد بأنها «العراق الصغير» أو «آشور الصغيرة» نتيجة وجود مجتمع آشوري كبير. افتُتحت عدّة أعمال تجارية للآشوريين في فيرفيلد، معظمها في شارع وير وشارع سمارت، وفي ضاحية فيرفيلد هايتس. تشمل هذه الأعمال كل من متاجر المجوهرات والمطاعم والمتاجر المتنوعة، مما يجعل هذه المنطقة مكانًا مفضلِا للترفيه والتسوق للمجتمع الأشوري.

### انقسام الكنيسة
في عام 1987، كان هناك انقسام كبير في كنيسة المشرق، ممّا أدى إلى هزّ المجتمع الآشوري الأسترالي وتقسيمه. نتج عن هذا الحدث إجراءات قانونية بشأن حقوق الملكية وحصل حتى على تغطية إعلامية وطنية. بعد أن حكمت المحكمة العليا في نيو ساوث ويلز لصالح مار ميليس زايا، أسقف كنيسة المشرق الآشورية في أستراليا ونيوزيلندا، لكي يتولّى ملكية كنيسة القديسة مريم، احتج آشوريون من طائفة كنيسة المشرق القديمة ووجدوا قرار المحكمة ظالمًا للغاية. تورط عدد قليل منهم في نهاية المطاف في شجار كبير خارج المحكمة مع أتباع كنيسة المشرق الآشورية.

### الرياضة
الآشوريون الأستراليون، مثل العديد من الآشوريين الآخرين من جميع أنحاء العالم، مغرمون بشكل رئيسي بكرة القدم، وأنشأوا أندية كرة قدم مختلفة في أستراليا. نادي فيرفيلد بولز لكرة القدم، الذي يقع مقرّه في سيدني، هو أبرز نادي كرة القدم في البلاد. تأسس عام 1971 وشارك فيه مئات الأطفال والمراهقين من مجموعات عمرية مختلفة. تأسس نادي كرة القدم آشوري ثانٍ في أوائل السبعينيات في سيدني، تحت اسم نسور نينوى. وبالإضافة لذلك، يوجد في ملبورن فريقان آشوريان لكرة القدم: مورلاند يونايتد ونادي أبفيلد.

## الإعلام
يتم بث معظم وسائل الإعلام الآشورية الأسترالية على الراديو. الإذاعة الآشورية لديها مجموعة متنوعة من المواضيع التي تتكون بشكل رئيسي من الموسيقى الآشورية والمقابلات مع الأفراد الآشوريين البارزين، والسياسة، والأحداث الجارية، والطقس، والرياضة والتاريخ. هذه المواضيع عادة ما تكون مرتبطة بالشعب الآشوري وثقافته ووطنه. منذ أواخر التسعينات حتى عام 2004، كانت القناة الأسترالية 31، وهي قناة مجتمعية، تبثْ باللغة الآشورية من ساعة إلى ثلاث ساعات في الأسبوع.

### الراديو
- يبث راديو SBS في سيدني وملبورن باللغة الآشورية كل سبت وثلاثاء من الساعة 8 مساءً حتى 9 مساءً.[36]
- تبثْ محطة 2000 FM الإذاعية، في سيدني باللغة الآشورية في صباح كل يوم الاثنين لمدة ثلاث ساعات.[37]
- تقع محطة 2GLF، في ضاحية ليفربول في سيدني، وتبثّ عددًا من البرامج الآشورية. تأسس برنامج راديو نهضة في عام 1998، وهو أبرز برنامج إذاعي آشوري في المحطة، يبثّ في ليلة كل الأحد من الساعة 8 مساءً حتى 10 مساءً.[38]

## الأشخاص البارزون
- إميل شمعون نونا - الأسقف الحالي للكنيسة الكلدانية الكاثوليكية في أستراليا ونيوزيلندا.
- شام خميس - لاعب في نادي كانبيرا يونايتد في الدوري الأسترالي.[39]
- نينوس خوشابا - سياسي وعضو سابق في البرلمان المحلّي في نيوساوث ويلز.
- سيندي سارجون - مُذيعة تلفزيونية تُقدّم برامج طهي.
- ميليس زايا - أسقف كنيسة المشرق الآشورية في أستراليا ونيوزيلندا ولبنان.
- أندرو روهان - سياسي، كان عضوًا في الجمعية التشريعية لولاية نيوساوث ويلز من 2011 إلى 2015، يمثّل منطقة سميثفيلد وينتمي للحزب الليبرالي الأسترالي.[40]
- لينا خميس - لاعبة في نادي سيدني في الدوري الأسترالي ومنتخب أستراليا لكرة القدم للسيدات.[41]
- ماريو شابو - لاعب كرة قدم في فريق سنترال كوست مارينرز في الدوري الأسترالي لكرة القدم.[42]
- مايكل دنخا - ممثل أفلام مشهور ومقدّم تلفزيوني.
- أنور خوشابة - رئيس بلدية فيرفيلد السابق.
- روبن زيرواندا - مغنّي مشهور في فرقة آزادوتا للرقص الشعبي الآشوري.
- آشور شمعون - ممثل كوميدي أسترالي.

## روابط خارجية
- الكنائس الأشورية في أستراليا
- راديو نهضة
- كلية القديس نرساي الآشورية
- مدرسة القديس هرمز الآشورية الابتدائية
- AshurSat
- نادي فيرفيلد بولز لكرة القدم
- توني أبوت - رئيس وزراء أستراليا يتحدث في رأس السنة الآشورية 2015
- برنامج راديو آشوري 2GLF
- القديس توما الرسول الكلداني والأبرشية الكاثوليكية في أستراليا ونيوزيلندا
- كاتدرائية سانت زايا ، سيدني